# Cantonul Semur-en-Brionnais
Cantonul Semur-en-Brionnais este un canton din arondismentul Charolles, departamentul Saône-et-Loire, regiunea Burgundia, Franța.

## Comune
| Comune                        | Populație (1999) | Cod poștal | Cod INSEE |
| ----------------------------- | ---------------- | ---------- | --------- |
| Briant                        | 211              | 71110      | 71060     |
| Fleury-la-Montagne            | 608              | 71340      | 71200     |
| Iguerande                     | 988              | 71340      | 71238     |
| Ligny-en-Brionnais            | 346              | 71110      | 71259     |
| Mailly                        | 174              | 71340      | 71271     |
| Oyé                           | 292              | 71800      | 71337     |
| Saint-Bonnet-de-Cray          | 409              | 71340      | 71393     |
| Saint-Christophe-en-Brionnais | 489              | 71800      | 71399     |
| Saint-Didier-en-Brionnais     | 147              | 71110      | 71406     |
| Sainte-Foy                    | 136              | 71110      | 71415     |
| Saint-Julien-de-Jonzy         | 273              | 71110      | 71434     |
| Sarry                         | 125              | 71110      | 71500     |
| Semur-en-Brionnais            | 645              | 71110      | 71510     |
| Varenne-l'Arconce             | 131              | 71110      | 71554     |